# Cerapachys nkomoensis
Cerapachys nkomoensis é uma espécie de formiga do gênero Cerapachys.